# Nemčavci
Nemčavci is een plaats in Slovenië en maakt deel uit van de gemeente Murska Sobota in de NUTS-3-regio Pomurska. De plaats telde 257 inwoners op 1 januari 2020.